# Isola Bazar
L'isola Bazar (in russo Остров Базар?, ostrov Bazar, lett. "isola chiassosa") è un'isola russa che fa parte dell'arcipelago di Severnaja Zemlja ed è bagnata dal mare di Kara.
Amministrativamente fa parte del distretto di Tajmyr del Territorio di Krasnojarsk, nel Distretto Federale Siberiano.

## Geografia
L'isola è situata 3,5 km a sud della costa sud-orientale dell'isola della Rivoluzione d'Ottobre, tra il capo di Sverdlov (мыс Свердлова, mys Sverdlova) a est e il capo Načal'nyj (мыс Начальный, mys Načal'nyj) a ovest.
Ha una forma ovale, sviluppata in direzione nord-sud, con una lunghezza massima di 800 m e una larghezza che va di 250 m. L'altezza massima è di 15 m s.l.m. e nei pressi si trova un punto di triangolazione geodetica. L'isola è libera dal ghiaccio. Circa 1,7 km a ovest si trova un isolotto senza nome, che raggiunge i 6 m d'altezza.

## Isole adiacenti
- Isola di Sverdlov (остров Свердлова, ostrov Sverdlova), a est, oltre il capo di Sverdlov.
- Isole Olen'i (острова Оленьи, ostrova Olen'i), a ovest.